# 小叶赤楠
小叶赤楠（学名：Syzygium buxifolium），又名赤楠，为桃金娘科赤楠屬下的一个种。分布在越南、台湾、日本以及中国大陆的贵州、广东、浙江、湖南、江西、广西、福建、安徽等地，生长于海拔170米至1,000米的地区，多生长于低山疏林和灌丛。

## 别名
牛金子（植物名实图考）

## 延伸阅读
[在维基数据编辑]
 《植物名實圖考·牛金子》，出自吳其濬《植物名實圖考》